# Gdi++
gdi++是一个替代Windows自身核心部件GDI进行字体渲染的开源软件。

## 特点
gdi++通过向所有进程注入自己的动态链接库截取Windows GDI（gdi32.dll）的工作，转由自己执行以进行字体渲染。
gdi++允许用户通过配置文件对字体渲染进行详细的定制，让用户可以根据自身需求得到更清晰、舒适的字体渲染效果。

## 衍生软件
gdi++在2006年8月底发布了最后一个版本后停止了开发更新。因其是开源软件的特点，衍生出了大量相关的软件，如FreeType版gdi++、氦版gdi++、MacType等。